# Locate
Locate és una ordre del paquet findutils de GNU que proveeix una fàcil i ràpida manera de buscar arxius informàtics en el sistema complet basat en patrons de noms. La comanda és més ràpida (encara que menys flexible) que find, ja que utilitza les dades en una base de dades temporal que emmagatzema els noms de tots els arxius en el sistema, per la qual cosa també es poden experimentar falles en buscar un arxiu creat recentment. Per renovar la base de dades s'utilitza l'ordre updatedb, part també de findutils, i que en moltes distribucions GNU/Linux s'executa per omissió periòdicament o almenys s'afegeix als codis programats de cron.